# Moosa Manik
Kudamoosa, właśc. Moosa Manik (ur. 29 grudnia 1963) – malediwski piłkarz, grający na pozycji napastnika lub pomocnika, trener piłkarski.

## Kariera piłkarska

### Kariera klubowa
Przez większość swojej kariery piłkarskiej występował w New Radiant SC. W latach 90. również grał w klubach Club Valencia i Hurriyya SC.

### Kariera reprezentacyjna
W latach 1984–1999 bronił barw narodowej reprezentacji Malediwów. Wiele razy pełnił funkcje kapitana drużyny.

## Kariera trenerska
Jeszcze będąc piłkarzem rozpoczął karierę szkoleniową. Trenował kluby Young Star SC, Club Valencia, Orchid SC, Hurriyya SC i New Radiant SC. Od 2002 do 2005 prowadził młodzieżową reprezentację Malediwów. Potem pomagał trenować reprezentację Malediwów oraz drużynę U-23.